# Instituto de Ciencias Sociales y Humanidades (UAEH)
El Instituto de Ciencias Sociales y Humanidades (ICSHu),  es un instituto de educación superior y uno de los seis institutos en los que se encuentra dividido la Universidad Autónoma del Estado de Hidalgo (UAEH). Se encuentra ubicado en Pachuca de Soto, Hidalgo, México.

## Historia
La UAEH, tiene como antecedente el Instituto Literario y Escuela de Artes y Oficios (ILEAO) fundado en 1869, donde se impartió las carrera profesionales de Abogado. Aunque algunas carreras no funcionan completamente, en conformidad con las atribuciones otorgadas al plantel, se pudieron practicar exámenes profesionales, para el reconocimiento de estudios previos y/o prácticas profesionales. Por ejemplo Ángel Casasola y Cortés, examinado el 4 de mayo de 1870 primer egresado de esa carrera, de esta manera 20 abogados obtendrían su título, el primero en cursar los estudios completos fue José Asaín, quien concluye el 20 de enero de 1883. Con el paso del tiempo el ILEAO se fue transformando, cambiando de nombre y agregando o eliminando programas educativos.
En 1944 se reabre la carrera de Derecho, solo se cursarían los dos primeros años y se concluirían los estudios en la UNAM; inició el curso en 1945 con doce alumnos y lo terminaron solo dos; al siguiente año no hubo alumnos que se inscribieran, por lo que la carrera fue suspendida. En 1952, se reabre la Escuela de Derecho en sus dos primeros años; el lugar para las actividades fue una casa rentada en la calle de Arista, a un costado de la Iglesia de San Francisco en Pachuca. En 1959 se inaugura la carrera de Trabajo Social; también en ese año, la Licenciatura en Derecho aumentó de dos a tres los años, después los alumnos se trasladaban a la UNAN. En 1960 la carrera de Derecho de traslada al Edificio Central.
El 24 de febrero de 1961, la XLIII Legislatura del Congreso de Hidalgo, promulgó el decreto número 23, que creaba la Universidad Autónoma del Estado de Hidalgo (UAEH). La ceremonia de instauración se efectuó en el Salón de Actos Ingeniero Baltasar Muñoz Lumbier del Edificio Central, el 3 de marzo de 1961.  En 1965 la carrera de Derecho que se fue desarrollando paulatinamente, se instala de forma completa, sin necesidad de traslado a la UNAM.
En septiembre de 1974, se crea el Instituto de Ciencias Sociales (ICS). En septiembre de 1975, se trasladan los programas educativos del ICS, y la Escuela de Trabajo Social del Edificio Central a la Ciudad del Conocimiento. El 8 de febrero de 1978, se crea la Licenciatura en Administración Pública. En 1981, se crea el Centro de Estudios de Población (CEP), el cual inicia sus actividades académicas oficialmente el 29 de enero de 1982. En el ICS se abrió en 1982 la primera maestría propia de la Universidad, la de Criminalística.
El nivel medio superior de Trabajo Social se transformó en el programa educativo de licenciatura, aprobándose por el H. Consejo Universitario el 20 de octubre de 1999, e inició actividades en enero de 2001; comenzando con ello el proceso de liquidación del Nivel Medio Superior Terminal. La Licenciatura en Comunicación fue aprobada por el Honorable Consejo Universitario el día 27 de octubre del 2000; empezando en enero de 2001.
En julio de 2001 el H. Consejo Universitario aprueba la creación del Área Académica de Historia y Antropología. El 5 de julio de 2001 el Instituto de Ciencias Sociales (ICS), se transforma en el Instituto de Ciencias Sociales y Humanidades (ICSHu).  Las actividades de las diferentes Áreas Académicas, Programas Educativos y Cuerpos Académicos empiezan a funcionar de manera integrada, bajo una misma dirección y en los espacios del mismo campus, hasta el año 2002.
En el 2003, el Centro de Estudios de Población pasa a ser parte del Área Académica de Sociología y Demografía. El 29 de noviembre de 2013, Licenciatura en Administración Pública se modifica para la en el semestre julio-diciembre 2014, como la Lic. en Ciencia Política y Administración Pública.

## Directores
- Alberto Jaén Olivas (1998-2002)
- Gerardo Martínez Martínez (2002-2005)
- Adolfo Pontigo Loyola (2005-2011)
- Edmundo Hernández Hernández (2011-2017)
- Alberto Severino Jaén Olivas (2017-2023)
- Ivonne Juárez Ramírez (2023-actual)

## Oferta académica

### Área Académica de Derecho y Jurisprudencia
- Licenciatura en Derecho
- Maestría en Derecho Penal y Ciencias Penales

### Área Académica de Ciencia Política y Administración Pública
- Licenciatura en Ciencia Política y Administración Pública
- Maestría en Gobierno y Gestión Local

### Área Académica de Comunicación
- Licenciatura en Comunicación

### Área Académica de Trabajo Social
- Licenciatura en Trabajo Social

### Área Académica de Ciencias de la Educación
- Licenciatura en Ciencias de la Educación
- Especialidad en Docencia
- Maestría en Ciencias de la Educación
- Doctorado en Ciencias de la Educación

### Área Académica de Historia y Antropología
- Licenciatura en Historia de México
- Licenciatura en Antropología Social
- Maestría en Historia de México

### Área Académica de Sociología y Demografía
- Licenciatura en Sociología
- Licenciatura en Planeación y Desarrollo Regional
- Maestría en Ciencias Sociales
- Maestría en Estudios de Población
- Doctorado en Estudios de Población
- Doctorado en Ciencias Sociales

### Área Académica de Lingüística
- Licenciatura en Enseñanza de la Lengua Inglesa

## Centro de Investigaciones
- Centro de Investigación en Ciencias y Desarrollo de la Educación (CINCIDE)

## Infraestructura
El ICSHu se encuentra en la periferia de la ciudad de Pachuca de Soto, sobre la carretera Pachuca – Actopan, con una extensión de 159 644.60 m²; el complejo incluye cuatro módulos que contemplan sesenta y nueve aulas, seis talleres, una biblioteca, dos aulas de computo, dos auditorios, oficinas para investigadores y administración, cuarto de máquinas con subestación eléctrica y dos estacionamiento. El marco de acceso y
vialidad ubicado en el módulo cuatro cuenta una superficie de 3900 m².
En la parte alta del complejo denominado Centro de Estudios para el Desarrollo y la Investigación de las Ciencias Sociales (Cedicso XXI): se encuentran los cubículos de los profesores investigadores; las área académicas de Ciencias de la Educación, Sociología y Demografía, Ciencia Política y Administración Pública, y Derecho y Jurisprudencia; el Auditorio Lic. Jesús Ángeles Contreras, con capacidad para 128 personas, Módulo de Coordinación de Vinculación, y el CINCIDE.
En el Módulo 1 se encuentra la biblioteca; centro médico; coordinación de planeación; coordinación de extensión; administración escolar; y la dirección; y aulas de Derecho, Ciencia Política y Administración Pública; aulas para juicio orales; el Auditorio “Lic. Jesús Murillo Karam”, con capacidad para 212 personas.  El Módulo 2 cuenta con las aulas, talleres y área académica de Comunicación, el área de Trabajo Social, el Área Académica de Historia y Antropología; departamento de lengua extranjera; aula virtual Alejandro Straffon Arteaga.  El Módulo 3 se encuentra el Área Académica de Lingüística; Coordinación de Sociología; y las licenciaturas de Enseñanza de la Lengua Inglesa, Sociología,Historia de México, Antropología Social,y Planeación y Desarrollo Regional.  En el Módulo 4 se encuentra la Licenciatura en Trabajo Social, Ciencias de la Educación, y el Centro de Computo.
La Biblioteca cuenta con una Ssuperficie: 260.60 m² con 1805.73 m² de construcción. La planta baja cuenta con vestíbulo de acceso, mostrador para control, áreas de acervo, áreas de lectura formal e informal. El primer nivel se encuentra el área de cómputo, cuatro cubículos y site.